# Городня (приток Западной Двины)
Городня — река в Тверской области России, правый приток Западной Двины. Длина реки составляет 27 км.

## Течение
Протекает по территории Хотилицкого, Андреапольского сельского и городского поселений Андреапольского района.
Берёт начало из озера Лобно, их которого также вытекает река Лобница (приток Торопы). Высота истока — 262,6 метра над уровнем моря. Течет в северо-восточном, восточном и юго-восточном направлениях. В черте города Андреаполь протекает через озеро Городня. Ширина реки в нижнем течении более 10 метров, глубина 0,3 метра. Впадает в Западную Двину справа.

## Населённые пункты
На берегах Городни расположены посёлок Костюшино и одноимённая деревня; северо-западная часть города Андреаполь.
Ранее на берегу реки также находились деревни Дудино (центр сельсовета), Тяжебница, Рогово и другие.

## Притоки
Справа впадают реки Паклиха, Красный, Сухая Городня (длина 6,1 км), слева — несколько безымянных ручьёв.